# Cinzana
Cinzana is een gemeente (commune) in de regio Ségou in Mali. De gemeente telt 36.000 inwoners (2009).